# Vesicularia papuensis
Vesicularia papuensis är en mossdjursart som beskrevs av Busk 1886. Vesicularia papuensis ingår i släktet Vesicularia och familjen Vesiculariidae. Inga underarter finns listade i Catalogue of Life.